# استعمار قمر أوروبا

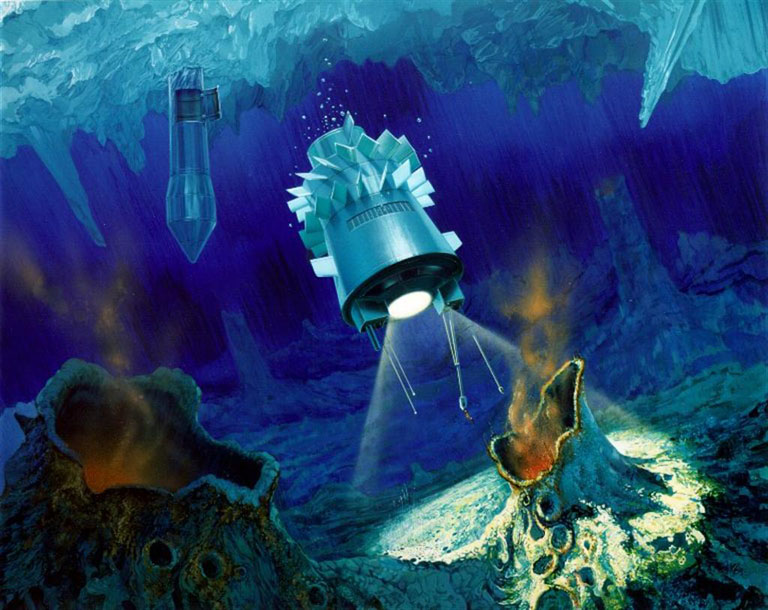

أوروبا، هو رابع أكبر قمر لكوكب المشتري، وهو موضوعٍ في كل من الخيال العلمي والمضاربة العلمية للاستيطان البشري في المستقبل.  تجعل الخصائص الجيوفيزيائية لقمر أوروبا، بما في ذلك محيط مائي جليدي محتمل، إمكانية ان تدوم حياة الإنسان على السطح أو تحته.

## قابلية التنفيذ
بوصف أوروبا كهدف استيطاني للبشر له فوائد عديدة مقارنة الاجرام السماوية الأخرى في النظام الشمسي الخارجي، ولكن الأمر لا يخلو من التحديات.

### الميزات المحتملة
يُعتقد أن قمر أوروبا يحتوي على محيط ماء سائلٍ تحت سطحه الجليدي. ويمثل الوصول إلى هذا المحيط المائي السائل صعوبة كبيرة، لكن وفرة المياه في أوروبا تعد فائدة لأي اعتبار بمسألة الاستيطان. لا يقتصر الأمر على توفير احتياجات مياه الشرب للمستوطنين، بل يمكن أيضاً تحطيمها لتوفير أكسجين قابل للتنفس. ويُعتقد أيضاً أن الأكسجين قد تراكم من خلال التحليل الإشعاعي للجليد الموجود على السطح والذي تم نقله إلى المحيط المتواجد تحت السطح وقد يكون كافياً للحياة البحرية باستخدام الأكسجين.

### المشاكل المحتملة
يمثل استيطان قمر أوروبا صعوبات عديدة. إحداها هي ارتفاع مستوى الإشعاع الصادر من الحزام الإشعاعي لكوكب المشتري، والذي يبلغ قوته 10 أضعاف حزام فان ألن الإشعاعي للأرض.  يتلقى قمر أوروبا  5.4 SV أي (rem 540) من الإشعاع يومياً، وهو ما يقرب من 1800 ضعف المعدل السنوي لما يتعرض بع الإنسان على الأرض على مستوى سطح البحر. البشر الذين يتعرضون لهذا المستوى من الإشعاع ليوم واحد سيكون معدل وفياتهم أكثر من 50 ٪ في غضون 30 يوما. وبالتالي، فإن الإنسان يحتاج إلى حماية كبير من الإشعاعات للبقاء على قيد الحياة عند أو بالقرب من سطح قمر أوروبا. ويتعين على المستوطنين في أوروبا النزول تحت السطح في حال عدم توفر الحماية من المجال المغناطيسي لكوكب المشتري، والبقاء في الأماكن المتواجدة تحت السطح. هذا من شأنه أن يسمح للمستوطنين باستخدام الغطاء الجليدي في قمر أوروبا لحماية أنفسهم من الإشعاع.
وهناك مشكلة أخرى تكمن في أن درجة حرارة سطح أوروبا تتوسط عادة عند 170 درجة مئوية (103 درجة كلفن؛ 274 درجة فهرنهايت). ومع ذلك، فإن حقيقة أن الماء السائل موجود تحت السطح الجليدي في أوروبا، إلى جانب احتمال أن يقضي المستوطنون معظم وقتهم تحت الغطاء الجليدي لحماية أنفسهم من الإشعاع، قد يخفف إلى حد ما من المشاكل المرتبطة بانخفاض درجات حرارة السطح.
قد تمثل نسبة انخفاض الجاذبية في قمر أوروبا تحديات ايضاً لجهود الاستيطان.  لا تزال آثار انخفاض الجاذبية على صحة الإنسان مجالاً نشطاً للدراسة، ولكنها قد تشمل أعراضاً تتمثل في فقدان كثافة العظام وفقدان كثافة العضلات وكذلك ضعف الجهاز المناعي. ظل رواد الفضاء المتواجدين بمدار الأرض في الجاذبية الصغرى لمدة تصل إلى عام وأكثر في وقت واحد. وتعتبر الإجراءات الفعالة المضادة للتأثيرات السلبية للجاذبية المنخفضة آمنة بشكل كبير، خاصةً نظام الحمية للتمرين البدني اليومي. لا يُعرف التباين في التأثيرات السلبية للجاذبية المنخفضة كوظيفةٍ لمستويات مختلفة من الجاذبية المنخفضة لأن جميع الأبحاث في هذا المجال تقتصر على البشر في درجة صفر للجاذبية. الشيء نفسه ينطبق على الآثار المحتملة لانخفاض الجاذبية على نمو الأطفال والجنين.  لقد تم افتراض أن الأطفال الذين يولدون وينمون في جاذبية منخفضة لن يكونوا مؤهلين بشكل جيد للحياة في ظل الجاذبية المرتفعة للأرض.
كما أنه من المتوقع أن الكائنات الفضائية قد تتواجد في أوروبا، وربما في المياه الكامنة تحت قشرة الجليد في القمر. إذا كان هذا الأمر صحيحاً، فقد يتعارض المستوطنون مع الكائنات الحية الدقيقة. أشارت دراسات حديثة إلى أن عمل الإشعاع الشمسي على سطح أوروبا قد ينتج الأوكسجين، والذي يمكن سحبه إلى المحيط المتواجد تحت السطح لقمر أوروبا. في حالة حدوث هذه العملية، يمكن أن يكون للمحيط الموجود تحت سطح أوروبا محتوى أكسجين مساوٍ أو أكبر من محتوى الأرض.[2]
يمكن أن يمثل السطح غير المستقر مشكلة محتملة أخرى. لقد ثبت أن القمر نشط من الناحية الجيولوجية، مع قشرة خارجية تظهر الصفائح التكتونية التي تشبه تلك الموجودة على الأرض. أظهرت إعادة إعمار النشاط الجيولوجي على مدى بضع سنوات من مساحة بحجم ولاية ألاباما أن قطعة من السطح كبيرة بحجم ولاية ماساتشوستس قد تحركت أسفل القشرة واختفت.

## مشروع أرتميس خطة الاستيطان
في عام 1997، قدّم مشروع أرتميس خطة لاستيطان قمر أوروبا. ووفقًا لهذه الخطة، سيقوم المستكشفون أولاً بإنشاء قاعدة صغيرة على السطح. ومن هناك، سينتقلون إلى داخل القشرة الجليدية لقمر أوروبا ، ويدخلون إلى المحيط الافتراضي المتواجد تحت السطح.  عندئذٍ سيخلق المستوطنون (أو ربما يجدون) تجويفاً بين السطح الجليدي والجزء السائل الداخلي لإقامة قاعدة. سيكون هذا الموقع محمياً من الإشعاع من خلال الغطاء الجليدي، وسيكون في درجة حرارة مناسبة للإنسان أكثر من السطح، كما يتضح من وجود الماء السائل.

## في الخيال
- يؤدي قمر أوروبا دوراً في كتاب وفيلم آرثر سي كلارك سنة 2010: أوديسي تو ونتائجه. تهتم الكائنات الفضائية المتطورة التي تساعد في تطوير الحياة بأشكال الحياة البدائية تحت الجليد المتواجد لقمر أوروبا. وهم يحولون كوكب المشتري إلى نجم لبدء تطورهم، ويمنعون البشر من الهبوط على أوروبا  أو استيطانها.  وفي 2061: Odyssey Three أصبحت أوروبا عالماً محيطياً استوائياً
- في رواية Schismatrix التي كتبها بروس ستيرلنج، يقطن ناس مستقبليين مهندسي وراثة قمر أوروبا
- تصور قصة ألستاير رينولدز القصيرة «جاسوس في أوروبا» مجتمعاً إنسانياً متقدماً يدعى «الديمقراطيين»، والذين يتخذون من مستوطناتهم في أوروبا مقتصراً على الجانب السفلي من القشرة الجليدية على سطح المحيط.  كما تم إنشاء سباق بين البشر الذين تم تغييرهم وراثياً والذين تم تكييفهم للعيش في المحيطات تحت السطح، وقد ظهر بعضهم لاحقاً في قصة رينولدز القصيرة لعام 2006 "Grafenwalder's Bestiary".
- يعد أوروبا واحداً من عدة أقمار صناعية مستوطنة في الرسوم المتحركة اليابانية Cowboy Bebop، إلى جانب Io و Ganymede و Callisto و Titan.
- في Call of Duty: Infinite Warfare ، تضم أوروبا منشأة عسكرية تستخدم كموقع أسود لتطوير الأسلحة.
- في Warframe، أوروبا تحت تحالف فصيل Corpus.  تم تصويره على أنه كوكب أرضي مغطى بالجليد ويتم دعم جهود التعدين من قبل Corpus بالآلات و «المولدات الحرارية» في المناطق المفتوحة.  كما أنها موطن لعدة مواقع سوداء لإنشاء أنظمة أسلحة نموذجية مثل Raptors وغيرها من الوكلاء الآليين المتقدمين.
- في لعبة الفيديو Barotruma، يوجد في أوروبا العديد من مراكز البحث والمواصلات بالإضافة إلى الوحوش والطفيليات وغيرها من أشكال الحياة المحلية، في محيطها تحت السطحي.